# 작은 별

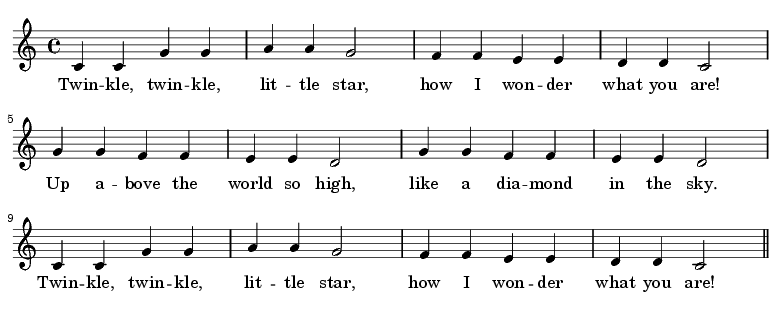

〈작은 별〉은 가장 널리 알려진 영국 동요 가운데 하나로, 세계적으로도 널리 불린다. 이 노래는 프랑스 민요인 〈아! 말씀 드릴게요, 어머니(Ah! vous dirai-je, Maman)〉의 가락에 영국 시인인 제인 테일러의 시를 노랫말로 붙인 것이다. 대구 형식으로 쓰인 원래의 시는 1806년 2월에 제인과 앤 테일러 자매의 동시 모음집에 수록되기도 했다.

## 노랫말
Ah! Vous Dirai-je, Maman, Ce Qui cause mon Tourment.
Papa Veut que je Raisonne, Comme une Grande Personne.
Moi, je Dis que les Bonbons Valent mieux que la Raison.
영어, 해석, 한국어로 된 가사는 보통 다음과 같다.
Twinkle Twinkle Little Star(반짝 반짝 작은 별)
Beautifully The Shine(아름답게 빛나다)
Up-Above The World so High(세상 위로 너무 높이)
Like-a Diamond in The Sky(하늘의 다이아몬드처럼)
Twinkle Twinkle Little Star(반짝 반짝 작은 별)
Beautifully The Shine(아름답게 빛나다)
한국어로는 보통 다음과 같이 불린다.
반짝 반짝 작은 별 아름답게 비추네
동쪽 하늘에서도, 서쪽 하늘에서도
반짝 반짝 작은 별 아름답게 비추네
동쪽하늘 작은 별 반짝 반짝 비치네
서쪽하늘 작은 별 반짝 반짝 비치네
모두 모여 정답게 반짝 반짝 비치네
마지막 두 소절의 반복은 원래의 시엔 나오지 않았으나, 가락에 맞추기 위한 것이다.

## 가락
음이름으로 적은 “작은 별”:
다 다 사 사 가 가 사 바 바 마 마 라 라 다
사 사 바 바 마 마 라 사 사 바 바 마 마 라
다 다 사 사 가 가 사 바 바 마 마 라 라 다
계이름으로 적은 “작은 별”:
도 도 솔 솔 라 라 솔 파 파 미 미 레 레 도
솔 솔 파 파 미 미 레 솔 솔 파 파 미 미 레
도 도 솔 솔 라 라 솔 파 파 미 미 레 레 도
한편, 여러 나라의 말로 된 많은 노래들이 프랑스 원곡 〈아! 말씀드릴게요, 어머니〉의 가락을 따라 불리는데, 영어의 알파벳 노래 (알파벳송, ABC송)가 그런 예이다.
유명한 고전음악 작곡가들도 이 노래의 가락에 영감을 받았다.
- 볼프강 아마데우스 모차르트, 주제와 12개의 변주곡 (K.265)
- 카미유 생상스, 동물의 사육제 가운데 12번째 악장
- 에르노 도흐나니, 동요에 의한 변주 (도흐나니)|동요에 의한 변주

## 오해
트리비얼 퍼슈트(Trivial Pursuit, 잡학 지식에 대한 질문에 답하는 보드 게임의 일종)에서 옳은 답으로 주어지는 것처럼, 많은 사람들은 이 노래가 모차르트에 의해 작곡된 것으로 오해한다. 다만 모차르트의 작품 가운데 이 노래의 가락을 변주한 《〈아! 말씀드릴게요, 어머니〉 주제에 의한 12개의 변주곡》”(K.265/300e)이 있다.
또 다른 오해로는, 이 곡이 원래부터 동요였다고 생각하는 것인데, 사실 원래의 프랑스 판 가사는 어린이들을 위한 것이 아니었다.

## 같이 보기
- 프레르 자크
- 반짝임